# The Savages
The Savages és una pel·lícula estatunidenca dirigida i escrita l'any 2007 per Tamara Jenkins. És protagonitzada per Philip Seymour Hoffman i Laura Linney i estrenada al Sundance Film Festival. Va ser nominada a 2 Oscars: millor actriu (Laura Linney) i millor guió original.

## Argument
Dos germans, Wendy (Laura Linney) i Jon (Philip Seymour Hoffman), després de viure anys separats, es veuen obligats a conviure de nou per cuidar-se del seu pare malalt, Lenny Savage, amb qui no es parlaven en els últims vint anys.

## Repartiment

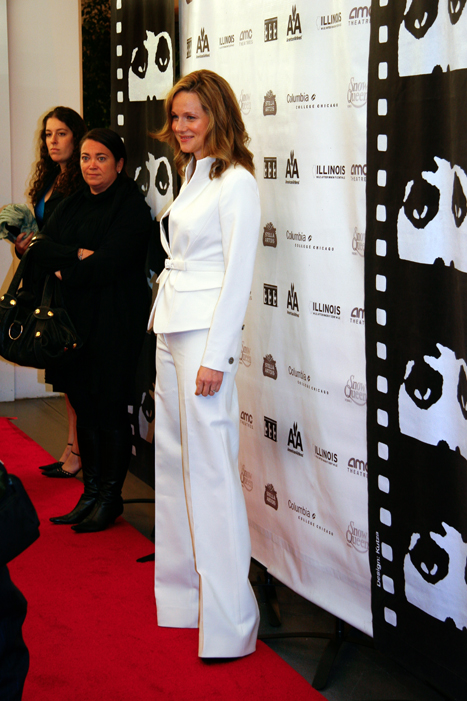
Laura Linney, actriu principal del film, al festival internacional de Chicago, l'octobre de 2007.

- Laura Linney: Wendy Savage, 39 anys, escriptora de peces teatrals que somia d'estrenar
- Philip Seymour Hoffman: Jon Savage, 42 anys, el seu germà gran, professor especialista de Brecht
- Philip Bosco: Lenny Savage, el pare, dur i declinant, de Jon i Wendy
- Peter Friedman: Larry Mendlessohn, 52 anys, home casat amant de Wendy
- Gbenga Akinnagbe: Jimmy, l'empleat - d'origen nigerià - de la residència d'avis
- David Zayas: Eduardo, l'ajudant tècnic sanitari a domicili de la companya de Lenny
- Debra Monk: Nancy Lachman, la dona de la parella que fa fora Lenny del domicili
- Guy Boyd: Bill Lachman, l'home de la parella que fa fora Lenny del domicili
- Cara Seymour: Kasia, la jove polonesa
- Rosemary Murphy: Doris Metzger, la compnya de Lenny
- Margo Martindale: Roz
- Patti Karr: la vella senyora amb el coixí vermell
- Max Jenkins-Goetz: el jove noi que actua a l'obra teatral
- Salem Ludwig: M. Sperry
- Tonye Patano: Mrs. Robinson

## Anàlisi
Linney i Hoffman compten aquí amb el repte més difícil per a qualsevol actor: encarnar gent corrent, sense atributs ni particular aspresa en el caràcter. Al film són dos germans enfrontats a un problema també corrent: fer-se càrrec, arribada l'hora, del seu ancià pare, un cascarrabies amb
demència senil. Els tres vivien en punts diferents, molt allunyats, del país, i ara hauran de conviure junts fins a l'últim sospir del malalt.
The Savages és, d'una banda, una pel·lícula en la que s'exalten els valors humans de l'esforç, el respecte i la recuperació de l'afecte llarg temps desatès. Per un altre, una pel·lícula d'actors, de lluïment de les estrelles, seguint la tradició de Hollywood. Ambdós aspectes es fonen harmoniosament a través d'escenes en les quals prevalen el to intimista, les revelacions en veu baixa i la grisor en l'existència dels personatges, cosida sovint amb el fil fi de l'humor.